# Kanic šestipruhý
Kanic šestipruhý (Grammistes sexlineatus) je ryba velmi proměnlivého zbarvení. Dospělí jedinci jsou tmavohnědí až sytě černí s bílými až mléčně žlutými podélnými pruhy, mladé ryby mají na těle různě velké skvrny uspořádané v podélných pruzích, jichž je ovšem menší počet než v dospělosti, kdy jich může být až dvanáct. Rybky dorůstají délky až 25 cm a obývají Indický a Tichý oceán, především okolí korálových útesů. Jako většina kaniců žijí samotářsky nebo nejvýše v malých skupinkách, nikdy netvoří velká hejna. Jsou to ryby noční, které se přes den skrývají v různých štěrbinách a jeskyňkách korálových útvarů a teprve večer vyplouvají do volné vody.

## Synonymum
- kanic zlatopruhý[2]

## Chov a krmení
Jako všichni kanici to jsou dravé ryby, lovící poměrně velkou kořist včetně menších soukmenovců - jejich velká tlama je dobrým přizpůsobením pro jejich lupičský způsob života. Navíc má ještě znamenitou ochranu proti větším dravcům - kanic šestipruhý vylučuje jedovatý sliz, který pokrývá celé jeho tělo, proto se mu také říká "skunk korálových útesů". Pokud nějaká velká ryba omylem kanice spolkne, okamžitě ho zase vyplivne. Tato efektně zbarvená ryba je neobyčejně houževnatá a odolná vůči chorobám, takže ji mohou v mořských akváriích chovat i začátečníci. Pro svou dravost a jedovatost se ovšem musí chovat samostatně, jiné ryby v její nádrži by dopadly špatně. Jako krmení poslouží drobné akvarijní rybky, zejména živorodky. Kanici mají vynikající zrak a jsou velmi inteligentní. Rychle se naučí rozeznávat chovatele a na jeho příchod reagují rejděním v nádrži.